# Élection gouvernorale de 1998 en Illinois
L'élection du gouverneur et de son adjoint a eu lieu le 3 novembre 1998 en Illinois. Le secrétaire d’État George Ryan a été élu face au représentant Glenn Poshard.

## Résultats

### Élection générale
| Résultats | Résultats                   | Résultats        | Résultats        | Résultats | Résultats | Résultats |
| Partis    | Partis                      | Candidats        | Collistiers      | Voix      | %         |           |
| --------- | --------------------------- | ---------------- | ---------------- | --------- | --------- | --------- |
|           | Républicain                 | George Ryan      | Corinne Wood     | 1,714,094 | 51.03     |           |
|           | Démocrate                   | Glenn Poshard    | Mary Lou Kearns  | 1,594,191 | 47.46     |           |
|           | Réformateur                 | Lawrence Redmond | Philomena Nirchi | 50,372    | 1.50      |           |
|           | Tiers partis & Indépendants | Autres candidats | Autres candidats | 48        | 0.00      |           |

### Primaires
| Résultats ,           | Résultats ,        | Résultats ,        | Résultats ,        | Résultats ,        | Résultats , |
| Partis                | Partis             | Candidats          | Voix               | %                  |             |
| Primaire démocrate    | Primaire démocrate | Primaire démocrate | Primaire démocrate | Primaire démocrate |             |
| --------------------- | ------------------ | ------------------ | ------------------ | ------------------ | ----------- |
|                       | Démocrate          | Glenn Poshard      | 357,342            | 37.60              |             |
|                       | Démocrate          | Roland Burris      | 290,393            | 30.56              |             |
|                       | Démocrate          | John Schmidt       | 236,309            | 24.87              |             |
|                       | Démocrate          | Jim Burns          | 55,233             | 5.81               |             |
|                       | Démocrate          | Larry Burgess      | 6,075              | 0.64               |             |
|                       | Démocrate          | Maurice Horton     | 4,955              | 0.52               |             |
| Primaire républicaine |                    |                    |                    |                    |             |
|                       | Républicain        | George Ryan        | 608,940            | 86.08              |             |
|                       | Républicain        | Chad Koppie        | 98,466             | 13.92              |             |